# یادبود ملی خرابه‌های آزتک

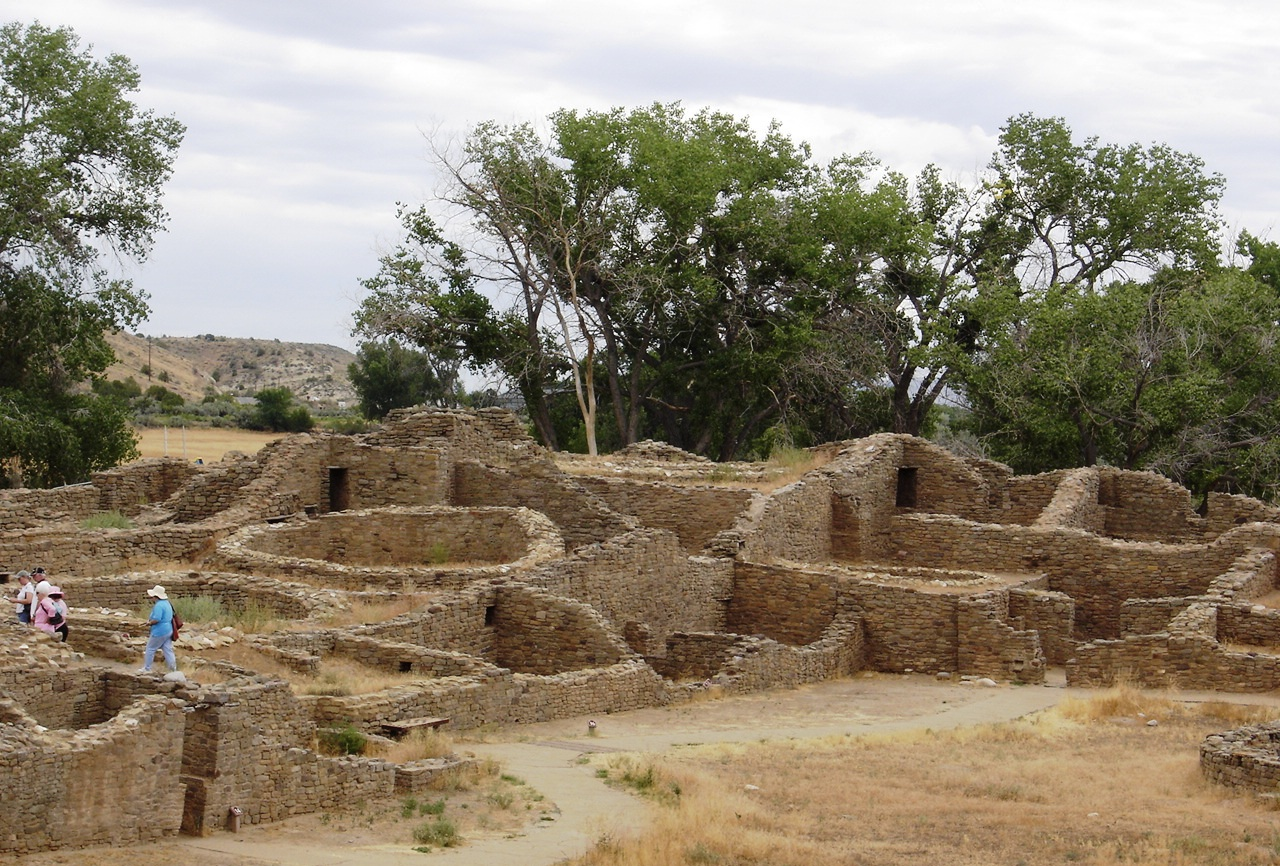

یادبود ملی خرابه‌های آزتک (به انگلیسی: Aztec Ruins National Monument) از یادبود سرخ‌پوستان و میراث فرهنگی ایالات متحده آمریکا در نیومکزیکو است.
این خرابه‌ها در سال ۱۸۵۹ توسط اروپاییان کشف گردید. بر خلاف اسم آن، این خرابه‌ها متعلق به سرخ‌پوستان آزتک نیست، و صرفاً نامیست که کاشفان آمریکایی-اروپایی بر آن نهادند.
سرخ‌پوستان و مردمان باستانی پوئبلو سازنده این بناها در حدود قرن ۱۲ میلادی بوده‌اند.
در سال ۱۹۲۳ میلادی، این مکان بعنوان یک میراث فرهنگی ملی آمریکا ثبت گردید، و در سال ۱۹۸۷ بعنوان یک میراث جهانی یونسکو نیز به ثبت رسید.